# TOTEM (detektor)
TOTEM (ang. TOTal Elastic and diffractive cross section Measurement) – jeden z siedmiu detektorów przy wybudowanym w CERN-ie Wielkim Zderzaczu Hadronów (LHC).
Jest jednym z dwóch małych detektorów rejestrujących wyniki zderzeń w LHC. Służy do badania całkowitych przekrojów czynnych, rozpraszania elastycznego i dysocjacji dyfrakcyjnej.